# Place Sainte-Foy
Place Sainte-Foy est un centre commercial important de la ville de Québec. Il appartient à Ivanhoé Cambridge.

## Description
Place Sainte-Foy a ouvert par phases entre la fin 1958 et début 1959. Le centre commercial a été développé par Ivanhoe Corporation sur un site anciennement occupé uniquement par un supermarché Steinberg depuis novembre 1957. Initialement un centre commercial de 24 magasins, Place Sainte-Foy s'est agrandi à la fin 1961 avec 56 nouveaux commerces dont Simons,. Il devient un centre commercial intérieur en 1964, soit la même année qu'il prend son nom actuel de  "Place Sainte-Foy" remplaçant ainsi celui de "Centre d'Achats Sainte-Foy",.
Les anciens grands magasins du centre commercial sont Steinberg (1958-1992), Miracle Mart / M (1963-1992), Eaton (1975-1999), Les Ailes de la Mode (1997-2015) et Holt Renfrew (1965-2015). Bien qu'encore absent à l'ouverture du centre commercial, le magasin Simons est arrivé aussi tôt que 1961, ce qui en fait un des plus anciens grands magasins au Québec. Ce magasin s'est depuis agrandi en 1988 et en 2010,. La Banque royale du Canada est le plus ancien locataire de Place Sainte-Foy, tandis que le salon de coiffure Maxime y est présent depuis plus de 50 ans.
Place Sainte-Foy est aujourd'hui le seul vieux centre commercial de l'ancienne Ivanhoe Corporation, qui demeure géré par son successeur Ivanhoé Cambridge. De 2004 à 2012, le centre commercial était la propriété conjointe de Ivanhoé Cambridge et de la banque allemande Commerzbank,. En août 2012, Ivanhoé Cambridge acquiert les parts de Commerbanz pour redevenir l'unique propriétaire du centre.
Le centre possède de nombreuses bannières prestigieuses et exclusives telles qu'Apple, Banana Republic, Sephora, Birks, Lacoste, Olsen Europe, MAC Cosmetics, Guess, Simons, George Rech, Zara et bien d'autres.
En 2008, un projet d'agrandissement de la maison Simons et du centre fut lancé. De nouvelles boutiques ont vu le jour entre le Zara et Simons, soit Sephora, Simon Chang, Marciano by Guess et Spring. Le Simons a vu sa superficie doubler durant ces rénovations, ce qui en fait le plus grand de la chaîne. Le tout est achevé à la fin 2010.
Le premier Apple Store de la région de la Capitale-Nationale a ouvert ses portes le 13 novembre 2010  près de la boutique Guess.
Différents travaux de modernisation sont opérés à partir de 2015. En 2016, le terrain de stationnement à l'angle du boulevard Hochelaga et de l'autoroute Robert-Bourassa se voit modifié en deux stationnements étagés dont l'architecture est inspirée de travaux de Jordi Bonet.

## Environnement
Le centre est situé à côté du centre commercial Place de la Cité et de Laurier Québec. Certains considèrent le tout comme un seul et même centre puisqu'il est possible de passer d'un endroit à l'autre à pied.